# Oberamt Gaildorf

Karte der württembergischen Oberämter, Stand 1926

Das Oberamt Gaildorf war ein württembergischer Verwaltungsbezirk (auf beigefügter Karte Nr. 15), der 1934 in Kreis Gaildorf umbenannt und 1938 aufgelöst wurde. Dabei kamen die meisten Gemeinden zum Landkreis Backnang, die Randgebiete im Norden und Süden wurden den Landkreisen Hall bzw. Gmünd zugeteilt.
(Zu allgemeinen Bemerkungen zu den württembergischen Oberämtern siehe Oberamt (Württemberg).)

## Geschichte

Oberamt Gaildorf, Gebietsstand 1813, mit den früheren Herrschaftsgrenzen
Legende

Die Stammlande der Schenken von Limpurg waren seit dem 15. Jahrhundert unter den Linien Gaildorf und Sontheim aufgeteilt. Als beide Linien 1690 bzw. 1713 im Mannesstamm ausstarben, entstanden durch Teilung unter den zwei bzw. fünf erbberechtigten Töchtern insgesamt sieben Landesteile, deren Besitzer in der Folge häufig wechselten. Württemberg begann 1780, einzelne Teile aufzukaufen, die restlichen kamen 1806 per Rheinbundakte unter württembergische Hoheit. Das 1807 gebildete Oberamt Gaildorf umfasste zunächst sechs der sieben Landesteile. 1808 wurde das bis dahin eigenständige Amt Schmiedelfeld eingegliedert, gleichzeitig erfolgten diverse kleinere Grenzänderungen. Nachbarn des von 1818 bis 1924 dem Jagstkreis zugeordneten Bezirks waren die Oberämter Gmünd, Aalen, Ellwangen, Crailsheim, Welzheim, Hall, Weinsberg und Backnang.

### Ehemalige Herrschaften
1813, nach Abschluss der Gebietsreform, setzte sich der Bezirk aus Bestandteilen zusammen, die im Jahr 1800 zu folgenden Herrschaften gehört hatten:
- Grafschaft Limpurg
  - Limpurg-Gaildorf, Solms-Assenheimischer Teil: Die Schwerpunkte dieser Herrschaft, an der Württemberg mit einem Viertel beteiligt war, lagen in und um Oberrot, Fichtenberg und Altersberg. Dazu kam ein Viertel an der Stadt Gaildorf.
  - Limpurg-Gaildorf, Wurmbrandscher Teil: Diese Herrschaft gehörte Württemberg und Leiningen-Dagsburg-Hardenburg je zur Hälfte. Ihr Besitz konzentrierte sich in und um Eutendorf, Unterrot, Gschwend und Vordersteinenberg. Auch sie war mit einem Viertel an Gaildorf beteiligt.
  - Limpurg-Sontheim-Gaildorf (Graf von Pückler): halb Gaildorf, Engelhofen, Seifertshofen und weiterer Besitz um Ruppertshofen und Frickenhofen.
  - Limpurg-Sontheim-Gröningen (Hohenlohe-Bartenstein): Eschach, Holzhausen (teilweise), Ober- und Untergröningen, Schönbronn, Wengen.
  - Limpurg-Sontheim-Michelbach (Löwenstein-Wertheim-Virneburg): Michelbach, Gschlachten- und Rauhenbretzingen, Oberfischach.
  - Limpurg-Sontheim-Obersontheim (1/2 Löwenstein, 1/3 Württemberg, 1/6 Pückler): Obersontheim, Mittel- und Unterfischach.
  - Limpurg-Sontheim-Schmiedelfeld (seit 1781 württembergisch): Schloss Schmiedelfeld, Sulzbach, Laufen, Geifertshofen.
- Herzogtum Württemberg
  - Oberamt Backnang: Ofenberg, Scherbenmühle.
  - Oberamt Schorndorf: einige Höfe bei Gschwend.
  - Oberamt Weinsberg: Anteil an Hütten, Bäumlesfeld, Württemberger Hof.
  - Klosteramt Adelberg: Hollenhof.
  - Klosteramt Lorch: Frickenhofen, Hintersteinenberg.
  - Klosteramt Murrhardt: Ottendorf, Hornberg, Plapphof und einige weitere Weiler und Höfe.
  - Kammerschreibereiamt Welzheim: die Waibelhub mit dem Hauptort Ruppertshofen; hier waren sowohl württembergische als auch limpurgische Untertanen ansässig.
- Fürstentum Hohenlohe-Bartenstein: Anteil an Hütten.
- Fürstpropstei Ellwangen: Streubesitz, beispielsweise in Fach und Rappoltshofen.
- Ritterstift Comburg: Hausen an der Rot, Winzenweiler, dazu Streubesitz in Gschlachtenbretzingen, Oberfischach und anderen Orten.
- Reichsstadt Gmünd: Anteil an Holzhausen, Boschenhof.
- Reichsstadt Hall: Streubesitz, beispielsweise in Hohenhardtsweiler.

## Gemeinden

### Einwohnerzahlen 1852
Folgende Gemeinden waren 1852 dem Oberamt Gaildorf unterstellt:
| frühere Gemeinde   | Einwohnerzahl 1852 | Einwohnerzahl 1852 | heutige Gemeinde       |
| frühere Gemeinde   | evangel.           | kathol.            | heutige Gemeinde       |
| ------------------ | ------------------ | ------------------ | ---------------------- |
| Gaildorf           | 1751               | 53                 | Gaildorf               |
| Altersberg         | 1358               | –                  | Gschwend               |
| Eschach            | 1114               | 166                | Eschach                |
| Eutendorf          | 851                | 143                | Gaildorf               |
| Frickenhofen       | 1385               | 123                | Gschwend               |
| Geifertshofen      | 689                | 36                 | Bühlerzell             |
| Gschwend           | 1905               | 104                | Gschwend               |
| Hausen             | 310                | 678                | Oberrot                |
| Hütten             | 595                | 4                  | Mainhardt              |
| Laufen             | 893                | 11                 | Sulzbach-Laufen        |
| Michelbach         | 972                | 97                 | Michelbach an der Bilz |
| Mittel-Fischach    | 890                | 24                 | Obersontheim           |
| Ober-Fischach      | 633                | 76                 | Obersontheim           |
| Ober-Gröningen     | 410                | 20                 | Obergröningen          |
| Ober-Roth          | 2354               | 1                  | Oberrot                |
| Ober-Sontheim      | 1288               | 24                 | Obersontheim           |
| Oedendorf 1        | 860                | 5                  | Gaildorf               |
| Ruppertshofen      | 1129               | 44                 | Ruppertshofen          |
| Sulzbach           | 1514               | 6                  | Sulzbach-Laufen        |
| Unter-Gröningen    | 997                | 451                | Abtsgmünd              |
| Unter-Roth         | 1344               | 1                  | Gaildorf               |
| Vichberg 2         | 1390               | 6                  | Fichtenberg            |
| Vorder-Steinenberg | 699                | 76                 | Alfdorf                |
| Summe              | 25331              | 2149               |                        |

### Änderungen im Gemeindebestand seit 1813

Gemeinden und Markungen um 1860

Um 1825 wurde Hohenhardtsweiler nach Oberrot eingemeindet.
1845 wurde Seifertshofen von Frickenhofen nach Eschach umgemeindet.
1933 wurde Hirschbach von Frickenhofen nach Gschwend umgemeindet. Um 1930 kam der Hof Ernst von Ruppertshofen zu Gschwend.

## Amtsvorsteher
- 1807–1808: Franz Georg Junghans (1755–1828)
- 1809–1813: Friedrich Christian Ludwig Geisheimer (1767–?)
- 1813–1821: Friedrich Heinrich Romig (1785–nach 1846) vom Dienst suspendiert
- 1821–1829: Christian Ludwig Traub (1783–1836)
- 1829–1833: Friedrich Mugler (1793–1869)
- 1834–1841: Johann Michael Lindenmayer (1796–1858)
- 1841–1848: Heinrich Fleischhauer (1809–1884)
- 1848–1857: Friedrich Gustav Höchstetter (1816–1873)
- 1857–1877: Carl Billich (1816–1877)
- 1877–1892: Wolfgang Christian Weidner (1825–?)
- 1892–1897: Jakob Christmann (1851–1919)
- 1897–1924: Robert Majer (1857–1944)
- 1924–1933: Georg Lang von Langen (1868–1945)
- 1933–1938: Hans Häcker (1901–1986)